# Batidão romântico
Le batidão romântico est un sous-genre musical du brega funk fusionné avec la kizomba ayant émergé vers 2018. Le tempo est plus lent et les sujets abordés sont généralement des thèmes romantiques.

## Histoire
Le genre a émergé au début de l'année 2018 au Brésil, avec l'expansion du brega funk au niveau national. Dans ce contexte, certains aspects de la culture musicale du nord-est ont commencé à adopter des éléments du genre Pernambucan et de la kizomba angolaise, afin de gagner en popularité dans le reste du pays.
Parmi les premiers disques du genre, citons les succès Amor Falso, d'Aldair Playboy, et Jogo do Amor de MC Bruninho. À partir de ces répercussions, d'autres chanteurs se sont joints au mouvement et ont connu le succès avec des chansons comme Oh Neguinho de Márcia Fellipe et Aldair Playboy, Sou Favela de MC Vitinho Ferrari et MC Bruninho, Disk Me de Pabllo Vittar, qui présente une plus grande influence de la kizomba, et Piscininha, Amor de Whadi Gama.